# Sarah Attar
Sarah Amer Attar (in arabo سارة عامر عطار‎?; Escondido, 27 agosto 1992) è una maratoneta e mezzofondista saudita, nota per essere una delle prime due donne (insieme alla judoka Wojdan Shaherkani) a rappresentare l'Arabia Saudita in un'edizione dei Giochi olimpici (Londra 2012).
Correndo con il velo islamico, ha concluso la sua batteria con il tempo di 2'44"95, oltre 40 secondi in più del 2'01"04 della vincitrice Janeth Jepkosgei, venendo però comunque applaudita e incitata dal pubblico.

## Palmarès
| Anno | Manifestazione  | Sede           | Evento      | Risultato | Prestazione | Note             |
| ---- | --------------- | -------------- | ----------- | --------- | ----------- | ---------------- |
| 2012 | Giochi olimpici | Londra         | 800 m piani | Batteria  | 2'44"95     | Record nazionale |
| 2016 | Giochi olimpici | Rio de Janeiro | Maratona    | 132ª      | 3h16'11"    |                  |

## Altre competizioni internazionali
2018
- 198ª alla Maratona di Chicago ( Chicago) - 3h07'16"